# Воропаївка
Воропа́ївка — село в Україні, у Іванківській селищній громаді Вишгородського району Київської області. Населення становить 213 осіб.

## Розташування
Воропа́ївка розташовується між річками Тетерів та Здвиж за 16 км від районного центру.

## Історія
Відомо що у 1524 році, за наказом польського короля, землі села були передані Тишку Проскурі, які той у 1589 передав їх своєму сину Івану.
Після другого розподілу Речі Посполитої 1793 року ці землі перейшли до Радомишльського повіту Київської губернії Російської імперії.
Село входило до Прибірської волості Радомишльського повіту до 1919 року. 
7 (20) листопада 1917 року, відповідно до Третього Універсалу Української Центральної Ради, увійшло до складу Української Народної Республіки.
З 1919 року по 1923 рік до складу Чорнобильського повіту, а з 1923 року до Іванківського району.
У 1927 році в селі було відкрито чотирикласну школу. 1928 року було створено колгосп імені Красіна. Згодом його перейменували у колгосп імені Тельмана. Після приєднання села Білий Берег – перейменовано в колгосп імені Хрущова. А як приєднали його до колективного господарства села Прибірськ, назвали «Комінтерн».
У 1929 році в селі нараховувалось 112 дворів, мешкало 504 жителі, була сільрада.
У 1935 році в селі діяла сільська рада. Пізніше її ліквідували а село підпорядкували Шпилівській сільській раді.
У 1958 році до колгоспу ім. Ворошилова с. Шпилі приєднали села Білий Берег, Зимовище та Воропаївка й дали йому нову назву «Радянська Україна» (діяв до кінця 1990-х років). У 1959 році в селі збудували Будинок культури з бібліотекою, фельдшерсько-акушерський пункт та млин.

### Голодомор 1932-1933
За вцілілими фрагментарними даними з книги реєстрації актів про смерть, що зберігається в Державному архіві Київської області, у селі від голоду померло 58 чоловік. На сьогодні в селі проживає 21 особа котра постраждала від Голодомору 1932—1933 років.
Мартиролог жителів с. Воропаївка — жертв Голодомору 1932—1933 років укладений за архівними даними (ДАКО, фр-5634, оп.1, спр. 432, арк. 43-55; спр. 430, арк.1-16).
В мартирологу в алфавітному порядку мовою оригіналів вказані при наявності даних прізвище, ім'я, по батькові, дата смерті, вік померлого та причина смерті.
1. Біляк Віра Мойсеївна, 28.04.1932, 5 м,
2. Біляк Ганна Васильова, 05.03.1932, 2 р.,
3. Біляк Кіндрат Василів. 17.02.1932, 1 р.,
4. Біляк Олександра Євсимівна, 8.02.1932, 5 р.,
5. Глущенко Дем'ян,1.05.1933, 55 р.,
6. Глущенко Катерина Михайлов, 10.05.1932, 6 м,
7. Глущенко Микола Дем'янович, 5.07.1933, 10 р.
8. Глущенко Тетяна Дем'янівна, 9.09.1933 р., 12 р.,
9. Давиденко Володя Миколайович,11.08.1933 р., 2 р.,
10. Давиденко Іван Васильович, 3.06.1933, 34 р.,
11. Давиденко Маруся Федорова, 24.08.1932, 2 р.,
12. Давиденко Настя Федорів, 1.05 1932, 6 м,
13. Давиденко Нечипір Самсонович, 05.08.1933 р., 60 р.,
14. Давиденко Яків Якимович, 8.06.1933, 55 р.,
15. Давиденко Іван Андрійович, 16.07.1932. 1 день,
16. Ковалевський Петро Петрів, 9.03.1932, 1,5 р.,
17. Ковалевський Степан Лаврентійович,12.06.1933, 32 р.,
18. Ковалевські Марія Кузьмівна, 11.01.1932, 50 р.,
19. Коваленко Микола Кузьмич, 25.03.1932, 2 р.,
20. Ложонос Ганна Авдотова, 5.02.1932, 25 р.,
21. Михайленко Дмитро Іванович, 4.08.1933, 8 р.,
22. Михайленко Катерина Максимівна, 9.06.1933, 6 р.,
23. Михайленко Лесовета Олексієвна, 26.08.1933 р., 65 р.,
24. Михайленко Маня Макарівна, 3.061933, 4 р.,
25. Михайленко Микола Васильович, 21.09.1933 р., 2 р.,
26. Михайленко Микола Петрів, 3.07.33, 8 р.,
27. Михайленко Микола Петров, 13.07.1932, 8 р.,
28. Михайленко Надя Васильова, 29.10.1932,
29. Михайленко Олексій Іванович, 05.08.1933 р., 4 р.,
30. Михайленко Олена Москалева, 18.10.1932, 3 тижні,
31. Михайленко Павло Максимович, 30.06.1933.6 р.
32. Михайленко Хома, 28.05.1933. 6 р.,
33. Оборський Іван Михайлович, 15.01.1933 р., 4 р.,
34. Остапенко Іван Дмитрович, 12.04.1933 р., 19 р.,
35. Остапенко М. ,08.05.1933, 55 років.,
36. Остапенко Маря Михайлівна, 3.11.1933 р.,4 р.,
37. Остапенко Федокла Михайлівна, 15.09.1933 р., 59 р.,
38. Пальченко Марія Андріївна, 15.08.1933 р., 75 років.,
39. Рабушенко Маруся Міновна, 29.05.1933 р.,6 місяців,
40. Рижик Ольга Лаврин, 27.07.1932, 3 р.,
41. Рябушенко Василь Василів, 24.07.1932, 10 міс.,
42. Рябушенко Микола Єфимов, 21.02.1932, 36 р.,
43. Сінгаєвський Семен Миколаїв, 03.07.1932, 85 р.,
44. Тарасенко Василь Данилович, 23.03.1933 р., 60 р.,
45. Тарасенко Данило Андріїв, 22.05.1932, 75 р.,
46. Тарасенко Данило Андріїв, 22.05.1932, 75 р.,
47. Тарасенко Катерина Опанасівна, 14.04.1933 р., 2 р.,
48. Тарасенко Михайло Васильович, 24.04.1933 р., 2 р.,
49. Хоменок Михайло Іванович, 18.09.1933 р..,2,р.,
50. Хоменок Онисько Власів, 2.06.1933, 70 р.
51. Хоменок Приська Іванівна, 5.11.1933 р.,
52. Хоменок Хома Дмитрович, 3.06.1933, 37 р.,
53. Цібенок Сергій Іванович, 20.05.1933, 45 р.
54. Шевченко Марія Матвіїва, 17.07.1932, 35 р.
55. Шевченко Микола Іванів, 23.10.1932, 2 міс.,
56. Шихненко Сергій Іванович, 9.06.1933,60 р.
57. Якименко Ганна Іванівна, 10.01.1932,4 р.,
58. Якименко Овдюха Василівна, 3.01.1932, 83 р.

12 червня 2020 року, відповідно до розпорядження Кабінету Міністрів України № 715-р «Про визначення адміністративних центрів та затвердження територій територіальних громад Київської області», увійшло до складу Іванківської селищної територіальної громади.
19 липня 2020 року, в результаті адміністративно-територіальної реформи та ліквідації Іванківського району, село увійшло до складу новоутвореного Вишгородського району.

### Російське вторгнення в Україну (2022)
З кінця лютого до 1 квітня 2022 року село було окуповане російськими військами.

## Населення
У 1929 році в селі було 112 дворів, у яких проживало 504 мешканці.
На 2009 рік у селі мешкало 147 осіб, налічувалось 151 двір (з них у 94 живуть люди, 57 стоять пусткою).